# Dicranoptycha nigrogenualis
Dicranoptycha nigrogenualis là một loài ruồi trong họ Limoniidae. Chúng phân bố ở miền Tân bắc.